# Downsville (Wisconsin)
Downsville – jednostka osadnicza w Stanach Zjednoczonych, w stanie Wisconsin, w hrabstwie Dunn.